# Nadezhda Stanchova
Nadezhda Stanchova, död 1957, var en bulgarisk diplomat. Hon har kallats för Bulgariens första kvinnliga diplomat. 
Hon var dotter till den bulgariske politikern och diplomaten Dimitar Stanchov och hovdamen Anna de Grenaud.
Hon var sekreterare-översättare för den bulgariska delegationen för undertecknandet av Neuillyfördraget. Dåvarande premiärministern Alexander Stamboliyski använde henne ofta som översättare under sitt deltagande i internationella konferenser och utlandsbesök; han skämtade om att hon kunde hålla en hemlighet på alla 8 språk hon talade. Efter att Stamboliyski dödades efter kuppen den 9 juni 1923, avgick Nadezhda Stanchova i protest som första sekreterare i den bulgariska legationen i Washington. 
Hon arbetade för det brittiska utrikeskontoret och Nationernas Förbund i London.